# Мамонтов, Евгений Васильевич
Евгений Васильевич Мамонтов — советский государственный и политический деятель, председатель Челябинского областного исполнительного комитета.

## Биография
Родился 24 августа [7 сентября] 1912 г. в селе Штеповка Лебединского уезда Харьковской губернии. Отец — Мамонтов Василий Иванович, мещанин г. Сумы, в тот момент управляющий у помещика Алексея Львовича Величко, мать — Евлампия Дмитриевна.
Имел братьев Дмитрия и Василия, сестру Зинаиду. Брат Василий Васильевич Мамонтов погиб во время Второй мировой войны.
Двоюродный брат известного украинского педагога и драматурга Якова Андреевича Мамонтова.
Член ВКП(б) с 1941 года.
С 1930 года — на общественной и политической работе. В 1930—1985 гг. — инструктор Сумского машиностроительного завода имени М. В. Фрунзе, конструктор, старший мастер, начальник отделения, заместитель начальника, начальник цеха Челябинского тракторного завода, партийный организатор ЦК ВКП(б) Челябинского тракторного завода, 1-й секретарь Тракторозаводского районного комитета ВКП(б), 2-й секретарь Челябинского городского комитета ВКП(б), директор завода № 100, начальник Отдела технического контроля, главный инженер Челябинского тракторного завода, 1-й заместитель председателя Исполнительного комитета Челябинского областного Совета, начальник Челябинского областного управления производства и заготовок сельскохозяйственных продуктов, председатель Исполнительного комитета Челябинского сельского областного Совета, 2-й секретарь Челябинского областного комитета КПСС, начальник Управления материально-технического снабжения Южно-Уральского района Государственного комитета СМ СССР, начальник Главного территориального Государственного комитета СССР по материально-техническому снабжению.
Избирался депутатом Верховного Совета РСФСР 5-го, 6-го, 7-го созывов.
Умер 13 июня 2007 года, захоронен на кладбище «Митрофановское» г. Челябинска, квартал № 7.